# Ed Skrein

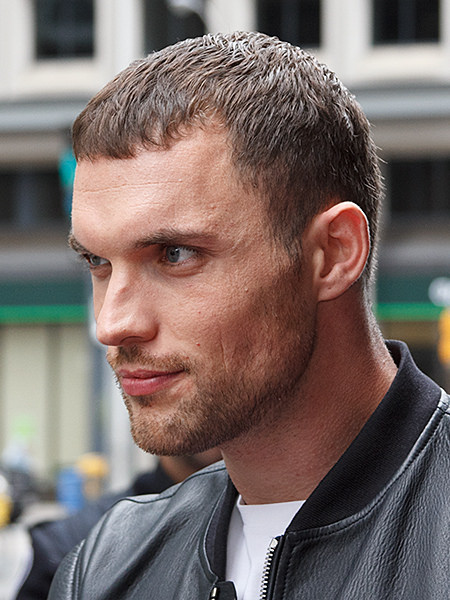
Ed Skrein (2015)

Edward George Skrein (ur. 29 marca 1983 w Camden) – brytyjski raper, muzyk i aktor telewizyjny i filmowy.

## Życiorys

### Wczesne lata
Skrein urodził się w Camden, dzielnicy Londynu, w rodzinie o korzeniach angielskich i austriacko-żydowskich. Kształcił się w Central Saint Martins College, który ukończył z wyróżnieniem. Jako nastolatek należał do gangu, do czasu gdy w wieku 17 lat został dźgnięty nożem

### Kariera
Jeszcze jako nastolatek został raperem; w 2004 roku ukazało się jego pierwszy minialbum: Mind Out/Once Upon A Skrein, a w 2007 roku wydał album The Eat Up. Współpracował z takimi artystami jak Foreign Beggars, Asian Dub Foundation, Plan B, Dubbledge, Doca Brown czy też A state of mind. W tym samym okresie uprawiał pływanie, później został trenerem juniorów.
W 2008 roku wystąpił w filmie krótkometrażowym "Michelle", opracowanym przez swojego przyjaciela rapera, występującego pod pseudonimem Plan B. W 2012 roku na podstawie wspomnianego filmu nakręcono pełnometrażowy dramat kryminalny Ill Manors, w którym Ed Skrein zagrał jedną z głównych ról. Następnie wystąpił w dramacie sensacyjnym Lotna brygada (The Sweeney) u boku Raya Winstone’a i Damiana Lewisa, a w 2013 roku otrzymał rolę Daario Naharisa w serialu Gra o tron, wyprodukowanym przez HBO. Rok później wcielił się w postać Hjorra w serialu Saga Wikingów. W 2015 roku zastąpił Jasona Stathama w filmie Transporter: Nowa moc (Le Transporteur: Héritage). Rok później premierę miał Deadpool, w którym Skrein zagrał postać Ajaxa.
Skrein zamieszkał wraz z żoną i synem w Londynie.

## Filmografia

### Filmy fabularne
- 2008: Michelle (film krótkometrażowy)
- 2012: Piggy jako Jamie
- 2012: Ill Manors jako Edward "Ed" Richardson
- 2012: Lotna brygada (The Sweeney) jako David
- 2013: Złota rybka (Goldfish, film krótkometrażowy) jako Vincent
- 2013: Screaming Soul: Poverty (film krótkometrażowy)
- 2014: Saga Wikingów (Northmen: A Viking Saga) jako Hjorr
- 2015: Sword of Vengeance jako Treden
- 2015: Tiger House jako Callum
- 2015: Transporter: Nowa moc (Le Transporteur: Héritage) jako Frank Martin
- 2015: Wykończyć przyjaciół ( Kill Your Friends) jako Rent
- 2016: Deadpool jako Francis Freeman / Ajax
- 2016: Modelka (The Model) jako Shane White
- 2018: Patryk (Patrick) jako Weterynarz
- 2018: Tau jako Alex
- 2018: In Darkness jako Marc
- 2018: Gdyby ulica Beale umiała mówić jako Bell

- 2019: Alita: Battle Angel jako Zapan
- 2019: Midway jako Richard "Dick" Best
- 2019: Czarownica 2 jako Borra

### Seriale TV
- 2013: Tunel (The Tunnel) jako Anthony Walsh
- 2013: Gra o tron (Game of Thrones) jako Daario Naharis

## Dyskografia

### Albumy studyjne
| Tytuł      | Uwagi                                                                                 |
| ---------- | ------------------------------------------------------------------------------------- |
| The Eat Up | - Realizacja: 2007 - Wytwórnia płytowa: Dented Records - Format: CD, Digital download |